# Новезе (футбольний клуб)
Футбольний клуб «Новезе» (італ. Associazione Sportiva Dilettantistica Novese), — італійський футбольний клуб з міста Нові-Лігуре в провінції Алессандрія, області П'ємонт на півночі Італії. Був заснований 31 березня 1919 року. Виступає в восьмому за ієрархією дивізіоні Прима Категорія.

Єдина італійська команда, яка виграла національний чемпіонат, не зігравши жодного сезону ні у Серії А, ні у Серії В.

## Історія

Логотип клубу до 2013 року.

Клуб засновано у 1919 році. Зайняте в 1921 3-е місце в другому дивізіоні дозволило «Новезе» вийти в еліту італійського футболу. Сезон 1921/22 став найуспішнішим в історії колективу. Здолавши у фіналі «Самп'єрдаренезе», «Новезе» виграли національний чемпіонат. Варто зазначити, що в сезоні 1921/22 було два альтернативні вищі дивізіони: ряд провідних, на той момент, команд запропонували провести реформу чемпіонату, яку не підтримала більшість клубів. Не прийнявши цього рішення, 24 великі колективи, здебільшого з Північної Італії, залишили чемпіонат та об'єдналися у власну лігу. Вже наступного сезону італійські клуби знайшли компроміс і возз'єдналися в один дивізіон.
Після перемоги у чемпіонаті результати «Новезе» пішли на спад. Через кілька років команда покинула найвищий дивізіон.

## Клубні кольори
Кольори команди — білий та світло-блакитний.

## Досягнення
- Чемпіон Італії (1): 1922